# Nomada babiyi
Nomada babiyi är en biart som beskrevs av Schwarz och Standfuss 2007. Nomada babiyi ingår i släktet gökbin, och familjen långtungebin. Inga underarter finns listade i Catalogue of Life.